# غزل تاجبخش
غزل تاجبخش (۹ شهریور ۱۳۱۲) شاعر، نویسنده و مترجم اهل بروجرد، ایران است.‌

## زندگی
تاجبخش در بیست و نهم شهریور ماه ۱۳۱۲ در بروجرد به دنیا آمد. دوران کودکی را در روستای مأمون گذراند و تحصیلات ابتدایی خود را تا کلاس چهارم در همان روستا سپری کرد. پس از آن در قم سکنی گزید و دورهٔ متوسطه را تا کلاس نهم ادامه داد و سپس ازدواج کرد. او همراه با زندگی مشترک، تحصیلات خود را ادامه داد و دیپلم گرفت. وی در سال ۱۳۴۶ به دنبال سکونت در تهران، به دانشکده مدیریت بازرگانی دانشگاه تهران راه یافت و در سال ۱۳۵۰، مدرک کارشناسی مدیریت بازرگانی خود را گرفت. سپس دوره‌های کوتاه‌مدت روزنامه‌نگاری، جلب سیاحان و روابط عمومی مطبوعات را گذراند و مجدداً به دانشگاه رفت. اما به علت انقلاب فرهنگی و بسته شدن دانشگاه‌ها، نتوانست به تحصیل خود در دانشکده ادبیات دانشگاه شهید بهشتی ادامه دهد.
تاجبخش سپس به استخدام آموزش و پرورش درآمد و به تدریس دروس ادبیات در دبیرستان‌ها مشغول شد. وی از مهر ۱۳۶۰ انجمن ادبی غزل را تشکیل داد و در حال حاضر نیز مسئولیت آن انجمن را به عهده دارد. وی در همهٔ غالب‌های شعری، اعم از کلاسیک، نیمایی و سپید طبع‌آزمایی کرده و به غیر از شعر به نوشتن خاطره و رمان و زندگی‌نامه نیز علاقه‌مند است.

## آثار
- خانهٔ ام ابیها، یاد نامه و سفرنامهٔ حج، نشر ساکوپیران، ۱۳۵۸
- دلخواسته‌ها، دلخاسته‌ها، مجموعه شعر، نشر ساکوپیران، ۱۳۵۸
- آدمکها، رمان، نشر سمور، ۱۳۵۹
- دوست نادیده، یک داستان بلند، نشر سمور، ۱۳۵۹
- بر بال‌های پرواز، رمان، نشر توسن ،۱۳۷۰
- قلم‌ها و سایه‌ها، زندگی فاطمه زهرا، انتشارات اسلامی زنان، ۱۳۷۲
- مأمون، غزل باران‌های سنگی، مجموعه غزل، نشر چی چی کا، بندرعباس، ۱۳۷۸
- شبدرهای چهارپر، مجموعه شعر سپید و نیمایی، نشر چی چی کا، بندرعباس، ۱۳۷۸
- زن، شعر و اندیشه (تحقیق ادبی)، نشر روشنگران، ۱۳۷۸
- آزادی در قلمرو سبز فنچ‌های سپید، یک داستان بلند، نشر زهد، ۱۳۷۹
- لحظه‌های قالیچه، انتشارات آوای کلار
- بی‌بی شهربانو، انتشارات آوای کلار
- مأمون و قلاغ‌های آغا شازده،انتشارات آوای کلار[۵]